# Lijst van presidenten van Italië
Hieronder volgt een lijst van presidenten van Italië.

## Presidenten van deItaliaanse Republiek(1946–heden)
| Nr.   | President van Italië Presidenti della Repubblica Italiana | President van Italië Presidenti della Repubblica Italiana | President van Italië Presidenti della Repubblica Italiana | Ambtstermijn     | Ambtstermijn     | Partij(en)   | Verkiezing(en) |
| ----- | --------------------------------------------------------- | --------------------------------------------------------- | --------------------------------------------------------- | ---------------- | ---------------- | ------------ | -------------- |
| [ 1 ] |                                                           | Alcide De Gasperi                                         | Alcide De Gasperi (1881–1954)                             | 12 juni 1946     | 28 juni 1946     | DC           |                |
| 1     |                                                           | Enrico De Nicola                                          | Enrico De Nicola (1877–1959)                              | 28 juni 1946     | 12 mei 1948      | PLI          | 1947           |
| 2     |                                                           | Luigi Einaudi                                             | Luigi Einaudi (1874–1961)                                 | 12 mei 1948      | 11 mei 1955      | PLI          | 1948           |
| 3     |                                                           | Giovanni Gronchi                                          | Giovanni Gronchi (1887–1978)                              | 11 mei 1955      | 11 mei 1962      | DC           | 1955           |
| 4     |                                                           | Antonio Segni                                             | Antonio Segni (1891–1972)                                 | 11 mei 1962      | 6 december 1964  | DC           | 1962           |
| [ 3 ] |                                                           | Cesare Merzagora                                          | Cesare Merzagora (1898–1991)                              | 6 december 1964  | 29 december 1964 | DC           | 1962           |
| 5     |                                                           | Giuseppe Saragat                                          | Giuseppe Saragat (1898–1988)                              | 29 december 1964 | 29 december 1971 | PSDI         | 1964           |
| 6     |                                                           | Giovanni Leone                                            | Giovanni Leone (1908–2001)                                | 29 december 1971 | 15 juni 1978     | DC           | 1971           |
| [ 4 ] |                                                           | Amintore Fanfani                                          | Amintore Fanfani (1908–1999)                              | 15 juni 1978     | 9 juli 1978      | DC           | 1971           |
| 7     |                                                           | Sandro Pertini                                            | Sandro Pertini (1896–1990)                                | 9 juli 1978      | 29 juni 1985     | PSI          | 1978           |
| 8     |                                                           | Francesco Cossiga                                         | Francesco Cossiga (1928–2010)                             | 29 juni 1985     | 28 april 1992    | DC           | 1985           |
| [ 5 ] |                                                           | Giovanni Spadolini                                        | Giovanni Spadolini (1925–1994)                            | 28 april 1992    | 28 mei 1992      | PRI          | 1985           |
| 9     |                                                           | Oscar Luigi Scalfaro                                      | Oscar Luigi Scalfaro (1918–2012)                          | 28 mei 1992      | 15 mei 1999      | DC (1992–94) | 1992           |
| 9     | O (1994–99)                                               | Oscar Luigi Scalfaro                                      | Oscar Luigi Scalfaro (1918–2012)                          | 28 mei 1992      | 15 mei 1999      |              | 1992           |
| [ 6 ] |                                                           | Nicola Mancino                                            | Nicola Mancino (1931)                                     | 15 mei 1999      | 18 mei 1999      | PPI          | 1992           |
| 10    |                                                           | Carlo Azeglio Ciampi                                      | Carlo Azeglio Ciampi (1920–2016)                          | 18 mei 1999      | 15 mei 2006      | O            | 1999           |
| 11    |                                                           | Giorgio Napolitano                                        | Giorgio Napolitano (1925–2023)                            | 15 mei 2006      | 15 januari 2015  | DS (2006–07) | 2006           |
| 11    | O (2007–15)                                               | Giorgio Napolitano                                        | Giorgio Napolitano (1925–2023)                            | 15 mei 2006      | 15 januari 2015  |              | 2006           |
| 11    | 2013                                                      | Giorgio Napolitano                                        | Giorgio Napolitano (1925–2023)                            | 15 mei 2006      | 15 januari 2015  |              |                |
| [ 7 ] |                                                           | Pietro Grasso                                             | Pietro Grasso (1945)                                      | 15 januari 2015  | 3 februari 2015  | DP           |                |
| 12    |                                                           | Sergio Mattarella                                         | Sergio Mattarella (1941)                                  | 3 februari 2015  | heden            | O            | 2015           |
| 12    | 2022                                                      | Sergio Mattarella                                         | Sergio Mattarella (1941)                                  | 3 februari 2015  | heden            | O            |                |

Afk.: PLI= Liberale Partij van Italië - DC= Democrazia Cristiana (Christendemocraten) - PSDI= Sociaaldemocratische Partij van Italië ('Saragat'-sociaaldemocraten) - PSI= Socialistische Partij van Italië ('Nenni'-socialisten) - PRI= Republikeinse Partij van Italië - DS= Democratici di Sinistra (Linkse Democraten) - n/p= partijloos